# Gijsbrecht Leytens

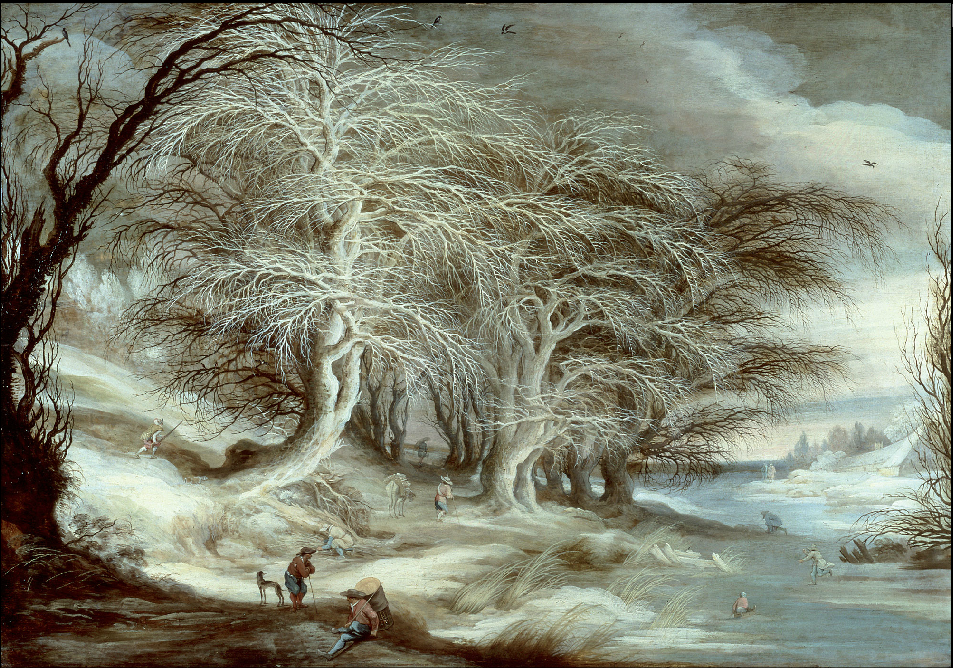
Paisaje de invierno

Gijsbrecht Leytens (1586-1643 o 1656), identificado con el llamado Maestro de los paisajes de invierno, fue un pintor flamenco del periodo barroco especializado en pintura de paisajes. Sus principales influencias fueron los paisajistas de época manierista Gillis van Coninxloo; y entre la generación previa a la suya Jan Brueghel el Viejo. Entró en la Guilda de San Lucas de Amberes en 1611, y poco más se conoce de su carrera. Como otros pintores del Amberes de su tiempo (Abraham Govaerts y Alexander Keirincx), Leytens pintaba paisajes boscosos poblados de pequeñas figuras flanqueadas por árboles en repoussoir. La mayor parte de su obra son paisajes de invierno, conocidos como Winterkens ("pequeños inviernos").